# 972

## Esdeveniments
- Comença el papat de Benet VI
- Primers textos conservats en eslovè
- Data probable de la primera utilització de focs d'artifici (a la Xina)
- Perfeccionament de l'orgue gràcies a Gerbert d'Aurillac, futur papa Silvestre II
- Santuari de la Mare de Déu de Pedrui,[1] església del castre consagrada el 5 de novembre de 972.[2]

## Naixements
- Ermessenda de Carcassona, comtessa i regent de Barcelona
- Gregori V, Papa
- Enric II, emperador del Sacre Imperi
- Ramon Borrell, comte de Barcelona, Girona i Osona.
- 27 de març - Orleans (França) : Robert II de França, rei de França i duc de Borgonya.(m. 1031)[3]

## Necrològiques
- Papa Joan XIII